# 弗吉尼亚州州旗

維吉尼亞州州旗

維吉尼亞州州旗以藍色為底，中央為維吉尼亞州州徽。
在州徽下方寫有格言「Sic semper tyrannis」（拉丁語：這就是暴君的下場），這句話為古羅馬布魯圖參與刺殺凱撒時所說。
州徽中站立的女人穿著成古希臘神話亞馬遜族女戰士的模樣，代表該州的守護神。被踩在腳下的男人則象徵暴君，即使手持鏈條和皮鞭，皇冠終將落下。
1954年，維吉尼亞州議會通過一篇對於州旗的正式致敬：
|  | 吾輩滿懷崇敬與愛國之心 向維吉尼亞之旗 向眾州之母 向老自治領之州 向自由與獨立誕生之地 謹表敬意 |

原文：
|  | I salute the flag of Virginia, with reverence and patriotic devotion to the 'Mother of States and Statesmen,' which it represents—the 'Old Dominion,' where liberty and independence were born. |

## 外部連結
- Virginia Symbols